# Гаспаре Азели
Гаспаре Азелли (на италиански: Gaspare Aselli) е италиански анатом, роден около 1581 г. в град Кремона. Завършва Университета в Павиа. Откривател е на хилиферните съдове на лимфната система. Почива през 1625 година в Милано.